# Ilybiosoma oaxacaense
Ilybiosoma oaxacaense là một loài bọ cánh cứng trong họ Bọ nước. Loài này được Larson miêu tả khoa học năm 2000.